# Wanderson
Wanderson Maciel Sousa Campos, meglio noto come Wanderson o Wamberto (São Luís, 7 ottobre 1994), è un calciatore brasiliano, attaccante del Cruzeiro.

## Caratteristiche tecniche
È un'ala destra.

## Palmares

### Club

#### Competizioni nazionali
- Campionato austriaco: 1

Red Bull Salisburgo: 2016-2017
- Coppa d'Austria: 1

Salisburgo: 2016-2017

#### Competizioni statali
- Campionato Gaúcho: 1

Internacional: 2025